# Бархатница сонная
Бархатница сонная (лат. Hyponephele comara) — вид дневных бабочек из семейства бархатниц.

## Этимология латинского названия
Comara (от греческого koma — глубокий сон, беспамятство) — «погруженная в сон»; как отмечено в оригинальном описании, экземпляры типовой серии были собраны в утренние часы «спящими».

## Описание
Длина переднего крыла у самцов 20—22 мм и 21—23 мм у самок. Передние крылья сверху охристо-желтого цвета, мучнисто-матовые, с чёрным глазчатым пятном у вершины и темной каймой. Заднее крыло имеет волнистый внешний край. Его окраска коричнево-серая, однотонная. На нижней стороне передних крыльев повторяется рисунок верхней стороны. Заднее крыло снизу серо-коричневое, с узкой белой перевязью и 3 крупными глазчатыми пятнами.

## Ареал и места обитания
Северный Иран. В Закавказье вид обитает в окрестностях Ордубада на высоте от 1700 до 3000 метров над уровнем моря.

## Биология
Развивается в одном поколении за год. Время лёта бабочек происходит в июне — августе. Кормовые растения гусениц неизвестны, по аналогии с другими видами семейства, ими должны быть злаки.